# A Little Bit Special
A Little Bit Special är ett musikalbum med komikern Stephen Lynch, utgivet i oktober 2000. Det spelades in i Park West Studios i Brooklyn, New York.

## Låtlista
1. "Lullaby (Divorce Song)" - 3:23
2. "Half a Man" - 2:59
3. "Bitch" - 1:03
4. "Intro (Gortengar Trail)" - 0:15
5. "Special" - 3:57
6. "A Month Dead" - 2:48
7. "Priest" - 4:11
8. "Hair" - 0:11
9. "Intro (Super Karate Monkey Death Car)" - 0:10
10. "Gerbil" - 3:04
11. "Walken I" - 0:31
12. "R.D.C. (Opie's Lament)" - 3:27
13. "Mother's Day Song" - 0:45
14. "Intro (Curly McDimple)" - 0:19
15. "Hermamphrodite" - 2:49
16. "Tall Glass O' Water" - 0:49
17. "Walken II" - 0:29
18. "In Defense of a Peepshow Girl" - 3:00
19. "Jim Henson's Dead" - 3:03
20. "Intro (A Tribute to Multigrain Bun)" - 0:23
21. "Gay" - 3:03
22. "Walken III" - 0:45